# Прапор Ріп'яної
Прапор Ріп'яної — офіційний символ села Ріп'яна, Самбірського району Львівської області, затверджений 8 вересня 2003 року рішенням сесії Ріп'янської сільської ради.
Автор — А. Гречило.

## Опис
Квадратне полотнище, яке складається з двох вертикальних смуг; на жовтій з вільного краю (завширшки в 2/3 сторони прапора) стоїть чорний лелека з червоним дзьобом та лапами, на зеленій від древка — три білі 4-променеві зірки, одна над одною.

## Зміст
Чорний лелека є рідкісним представником місцевої фауни. Три зірки означали три села, підпорядковані на той час місцевій сільській раді. Золотий колір є символом багатства і щедрості, а зелений — густих навколишніх лісів.